# Sant Julian de la Brossa
Saint-Julien-Labrousse és un municipi francès situat al departament de l'Ardecha i a la regió d'Alvèrnia-Roine-Alps. L'any 2007 tenia 326 habitants.

## Demografia

### Població
El 2007 la població de fet de Saint-Julien-Labrousse era de 326 persones. Hi havia 156 famílies de les quals 64 eren unipersonals (28 homes vivint sols i 36 dones vivint soles), 48 parelles sense fills i 44 parelles amb fills.
La població ha evolucionat segons el següent gràfic:
Habitants censats

### Habitatges
El 2007 hi havia 293 habitatges, 156 eren l'habitatge principal de la família, 108 eren segones residències i 29 estaven desocupats. 282 eren cases i 10 eren apartaments. Dels 156 habitatges principals, 116 estaven ocupats pels seus propietaris, 36 estaven llogats i ocupats pels llogaters i 4 estaven cedits a títol gratuït; 7 tenien dues cambres, 37 en tenien tres, 59 en tenien quatre i 54 en tenien cinc o més. 76 habitatges disposaven pel capbaix d'una plaça de pàrquing. A 69 habitatges hi havia un automòbil i a 55 n'hi havia dos o més.

### Piràmide de població
La piràmide de població per edats i sexe el 2009 era:
| Homes | Edats   | Dones |
| ----- | ------- | ----- |
| 0     | 95 o +  | 0     |
| 0     | 90 a 94 | 0     |
| 0     | 85 a 89 | 0     |
| 0     | 80 a 84 | 8     |
| 4     | 75 a 79 | 12    |
| 20    | 70 a 74 | 16    |
| 12    | 65 a 69 | 24    |
| 4     | 60 a 64 | 4     |
| 16    | 55 a 59 | 4     |
| 8     | 50 a 54 | 8     |
| 20    | 45 a 49 | 4     |
| 8     | 40 a 44 | 8     |
| 8     | 35 a 39 | 12    |
| 8     | 30 a 34 | 8     |
| 4     | 25 a 29 | 4     |
| 4     | 20 a 24 | 4     |
| 4     | 15 a 19 | 20    |
| 8     | 10 a 14 | 4     |
| 4     | 5 a 9   | 8     |
| 4     | 0 a 4   | 4     |

## Economia
El 2007 la població en edat de treballar era de 184 persones, 132 eren actives i 52 eren inactives. De les 132 persones actives 122 estaven ocupades (65 homes i 57 dones) i 10 estaven aturades (4 homes i 6 dones). De les 52 persones inactives 23 estaven jubilades, 9 estaven estudiant i 20 estaven classificades com a «altres inactius».

### Ingressos
El 2009 a Saint-Julien-Labrousse hi havia 167 unitats fiscals que integraven 346 persones, la mediana anual d'ingressos fiscals per persona era de 14.507 €.

### Activitats econòmiques
Dels 9 establiments que hi havia el 2007, 1 era d'una empresa extractiva, 1 d'una empresa de fabricació d'altres productes industrials, 3 d'empreses de construcció, 1 d'una empresa de comerç i reparació d'automòbils, 1 d'una empresa d'hostatgeria i restauració i 2 d'empreses classificades com a «altres activitats de serveis».
Dels 4 establiments de servei als particulars que hi havia el 2009, 1 era un paleta, 1 fusteria, 1 lampisteria i 1 perruqueria.
L'únic establiment comercial que hi havia el 2009 era una botiga de menys de 120 m².
L'any 2000 a Saint-Julien-Labrousse hi havia 15 explotacions agrícoles que ocupaven un total de 352 hectàrees.

## Poblacions més properes
El següent diagrama mostra les poblacions més properes.